# Tragia ceanothifolia
Tragia ceanothifolia là một loài thực vật có hoa trong họ Đại kích. Loài này được Radcl.-Sm. miêu tả khoa học đầu tiên năm 1985.